# Mandya
Mandya (Kannada: ಮಂಡ್ಯ Maṇḍya [ˈmʌɳɖjʌ]) ist eine Stadt (City Municipal Council) im südindischen Bundesstaat Karnataka mit rund 138.000 Einwohnern (Volkszählung 2011).
Sie liegt im Süden Karnatakas rund 40 Kilometer nordöstlich von Mysuru und 100 Kilometer südwestlich der Hauptstadt Bengaluru. Mandya ist Verwaltungszentrum des gleichnamigen Distrikts.